# Kiersiny
Kiersiny (deutsch Kirschienen) ist ein Ort in der polnischen Woiwodschaft Ermland-Masuren. Er gehört zur Stadt- und Landgemeinde Pieniężno (Mehlsack) im Powiat Braniewski (Kreis Braunsberg).

## Geographische Lage
Kiersiny liegt im Nordwesten der Woiwodschaft Ermland-Masuren, 19 Kilometer südöstlich der Kreisstadt Braniewo (Braunsberg).

## Geschichte
Das einstige Kirschienen war ein aus mehreren großen und kleinen Höfen bestehendes Dorf. Von 1874 bis 1945 war es in den Amtsbezirk Peterswalde (polnisch Piotrowiec) im ostpreußischen Kreis Braunsberg, Regierungsbezirk Königsberg, eingegliedert. Im Jahre 1910 waren in Kirschienen 114 Einwohner gemeldet.
Am 17. Oktober 1928 vergrößerte sich Kirschienen, als der Nachbarort Palten (polnisch Posady) eingemeindet wurde. Die Einwohnerzahl legte bis 1933 auf 172 zu und belief sich im Jahre 1939 auf 182.
Als 1945 in Kriegsfolge das gesamte südliche Ostpreußen an Polen abgetreten wurde, erhielt Kirschienen die polnische Namensform „Kiersiny“. Heute ist das Doff eine Ortschaft im Verbund der Gmina Pieniężno (Stadt- und Landgemeinde Mehlsack) im Powiat Braniewski (Kreis Braunsberg), von 1975 bis 1998 der Woiwodschaft Elbląg, seither der Woiwodschaft Ermland-Masuren zugehörig. Im Jahre 2021 zählte Kiersiny vier Einwohner.

## Religion
Kiersiny gehört heute wie Kirschienen vor 1945 zur römisch-katholischen Pfarrei in Piotrowiec (Peterswalde), jetzt im Dekanat Orneta (Wormditt) im Erzbistum Ermland. Bis 1945 war das Dorf auch in die evangelische Pfarrkirche Mehlsack innerhalb der Kirchenprovinz Ostpreußen der Kirche der Altpreußischen Union eingegliedert, ist aber heute der Diözese Masuren der Evangelisch-Augsburgischen Kirche in Polen zugeordnet.

## Verkehr
Kiersiny liegt an einer Nebenstraße, die Wyszkowo (Hohenfürst) mit Wysoka Braniewska (Hogendorf) verbindet. Wysoka Braniewska ist zudem die nächste Bahnstation. Sie liegt an der Bahnstrecke Olsztyn Gutkowo–Braniewo der Polnischen Staatsbahn.

## Persönlichkeit
- Johann Ernst (* 30. Oktober 1888 in Kirschienen), deutscher Gewerkschafter und Politiker († 1969)